# 人足
| ウィキペディアには「人足」という見出しの百科事典記事はありません（タイトルに「人足」を含むページの一覧/「人足」で始まるページの一覧）。 代わりにウィクショナリーのページ「人足」が役に立つかもしれません。 |